# Olios nanningensis
Olios nanningensis är en spindelart som först beskrevs av Hu och Ru 1988.  Olios nanningensis ingår i släktet Olios och familjen jättekrabbspindlar. Inga underarter finns listade i Catalogue of Life.